# Eimear Quinnová
Eimear Mary Rose Quinnová (irsky Eimear Ní Chuinn; 18. prosince 1972 Dublin) je irská zpěvačka. Bývá řazena k žánru keltské hudby. V roce 1996 zvítězila s písní „The Voice“ na Eurovision Song Contest.
Vystudovala hudbu na Maynooth University. Během studia se začala zajímat o starou hudbu a byla zakládající členkou souboru Zefiro. V roce 1995 vstoupila do skupiny Anúna. Nahrála s ním dvě alba Omnis (1996) a Deep Dead Blue (1996), kde nazpívala několik písní. Po vystoupení s Anúnou v katedrále svatého Patrika v Dublinu o Vánocích 1995 ji oslovil skladatel Brendan Graham a navrhl jí, aby nazpívala jeho skladbu „The Voice“ , kterou napsal pro národní irskou kvalifikaci do Eurovize. Vyhrála s ní národní kolo a nakonec i celou soutěž. Vítězství v soutěži využila ke světovému turné a nahrání prvního sólového alba Gatherings (2006). Za rok přišlo album Oh Holy Night (sbírka koled a starověkých chorálů) a poté album Through the Lens of a Tear, které napsala společně s Polem Brennanem ze skupiny Clannad, který album také produkoval. V roce 2011 vystoupila pro anglickou královnu Alžbětu u příležitosti její státní návštěvy Irska. Vystupovala také při dalších státních příležitostech, například u příležitosti státní návštěvy irského prezidenta Michaela D. Higginse ve Spojeném království roku 2014, návštěvy papeže Františka v Irsku v roce 2019 a nebo návštěvy prince Charlese na oslavách svátku svatého Patrika v Londýně roku 2019. V roce 2020 vydala své čtvrté sólové album Ériu.
Jejím manželem je Noel Curran, bývalý generální ředitel irské veřejnoprávní televize RTÉ, v současnosti generální ředitel Evropské vysílací unie. Mají spolu dvě dcery (* 2009, * 2012). Žijí střídavě v Irsku a ve Švýcarsku.

## Diskografie

### Alba
- 2001: Through the Lens of a Tear
- 2006: Gatherings
- 2007: Oh Holy Night
- 2020: Ériu
- 2023: Breath Upon the Flame (s Dublin Brass Ensemble)
- 2024: Songs of Winter Dreaming